# Discographie de Bob Dylan

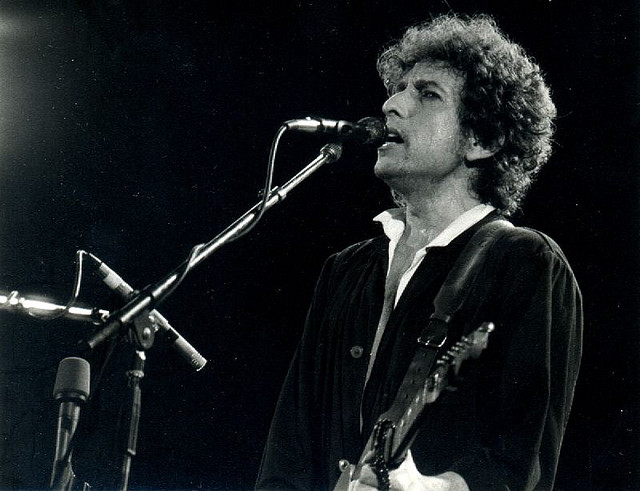
Bob Dylan

Cet article est une discographie de Bob Dylan, auteur-compositeur-interprète américain.

## Albums
Les classements donnés sont ceux du Billboard 200 pour les États-Unis (U.S.) et ceux de l'UK Albums Chart pour le Royaume-Uni (UK).

### Albums studio
- 1962 : Bob Dylan (U.S. #13)
- 1963 : The Freewheelin' Bob Dylan (U.S. #22, UK #11)
- 1964 : The Times They Are a-Changin' (U.S. #20, UK #15)
- 1964 : Another Side of Bob Dylan (U.S. #43, UK #8)
- 1965 : Bringing It All Back Home (U.S. #6, UK #1)
- 1965 : Highway 61 Revisited (U.S. #3, UK #4)
- 1966 : Blonde on Blonde (U.S. #9, UK #3)
- 1967 : John Wesley Harding (U.S. #2, UK #1)
- 1969 : Nashville Skyline (U.S. #3, UK #1)
- 1970 : Self Portrait (U.S. #4, UK #1)
- 1970 : New Morning (U.S. #7, UK #1)
- 1973 : Pat Garrett and Billy the Kid (U.S. #16, UK #29)
- 1973 : Dylan (U.S. #17, UK #10)
- 1974 : Planet Waves (U.S. #1, UK #7)
- 1975 : Blood on the Tracks (U.S. #1, UK #4)
- 1975 : The Basement Tapes (U.S. #7, UK #8)
- 1976 : Desire (U.S. #1, UK #3)
- 1978 : Street-Legal (U.S. #11, UK #2)
- 1979 : Slow Train Coming (U.S. #3, UK #2)
- 1980 : Saved (U.S. #24, UK #3)
- 1981 : Shot of Love (U.S. #33, UK #6)
- 1983 : Infidels (U.S. #20, UK #9)
- 1985 : Empire Burlesque (U.S. #33, UK #11)
- 1986 : Knocked Out Loaded (U.S. #54, UK #35)
- 1988 : Down in the Groove (U.S. #61, UK #32)
- 1989 : Oh Mercy (U.S. #30, UK #6)
- 1990 : Under the Red Sky (U.S. #38, UK #13)
- 1992 : Good as I Been to You (U.S. #51, UK #18)
- 1993 : World Gone Wrong (U.S. #70, UK #35)
- 1997 : Time Out of Mind (U.S. #10, UK #10)
- 2001 : Love and Theft (U.S. #5, UK #3)
- 2006 : Modern Times (U.S. #1, UK #3)
- 2009 : Together Through Life (U.S. #1, UK #1)
- 2009 : Christmas in the Heart (U.S. #23, UK #40)
- 2012 : Tempest (U.S. #3, UK #3)
- 2015 : Shadows in the Night (U.S. #7, UK #1)
- 2016 : Fallen Angels (U.S. #7, UK #5)
- 2017 : Triplicate
- 2020 : Rough and Rowdy Ways
- 2023 : Shadow Kingdom

### Albums en concert
- 1974 : Before the Flood (U.S. #3, UK #8)
- 1976 : Hard Rain (U.S. #17, UK #3)
- 1979 : Bob Dylan at Budokan (U.S. #13, UK #4)
- 1984 : Real Live (U.S. #115, UK #54)
- 1989 : Dylan and the Dead (U.S. #37, UK #38)
- 1993 : The 30th Anniversary Concert Celebration (U.S. #40)
- 1995 : MTV Unplugged (U.S. #115, UK #54)
- 2005 : Live at the Gaslight 1962
- 2005 : Live at Carnegie Hall 1963
- 2011 : In Concert: Brandeis University 1963
- 2016 : The 1966 Live Recordings (Coffret 36 CD)
- 2018 : Live 1962 – 1966: Rare Performances From The Copyright Collections
- 2019 : The Rolling Thunder Revue: The 1975 Live Recordings (Coffret 14 CD)
- 2024 : The 1974 Live Recordings (Bob Dylan and The Band) (Coffret 27 CD)

### Principales compilations
- 1967 : Bob Dylan's Greatest Hits (U.S. #10, UK #6)
- 1971 : Bob Dylan's Greatest Hits Vol. 2 (U.S. #14, UK #12)
- 1978 : Masterpieces
- 1985 : Biograph (U.S. #33)
- 1994 : Bob Dylan's Greatest Hits Vol. 3 (U.S. #126)
- 1997 : The Best of Bob Dylan (UK #6)
- 2000 : The Essential Bob Dylan (U.S. #67, UK #9)
- 2006 : Bob Dylan: The Collection
- 2007 : Dylan (U.S. #36, UK #10)
- 2010 : The Essential Bob Dylan
- 2012 : The 50th Anniversary Collection
- 2013 : The 50th Anniversary Collection 1963
- 2014 : The 50th Anniversary Collection 1964
- 2021 : 1970 (with special guest George Harrison)

### The Bootleg Series
- 1991 : The Bootleg Series Volumes 1-3 (Rare and Unreleased) 1961-1991
- 1998 : The Bootleg Series Vol. 4: Bob Dylan Live 1966, The "Royal Albert Hall" Concert
- 2002 : The Bootleg Series Vol. 5: Bob Dylan Live 1975, The Rolling Thunder Revue
- 2004 : The Bootleg Series Vol. 6: Bob Dylan Live 1964, Concert at Philharmonic Hall
- 2005 : The Bootleg Series Vol. 7: No Direction Home: The Soundtrack
- 2008 : The Bootleg Series Vol. 8: Tell Tale Signs
- 2010 : The Bootleg Series Vol. 9: The Witmark Demos: 1962-1964
- 2013 : The Bootleg Series Vol. 10: Another Self Portrait (1969-1971)
- 2014 : The Bootleg Series Vol. 11: The Basement Tapes Complete
- 2015 : The Bootleg Series Vol. 12: The Cutting Edge 1965–1966
- 2017 : The Bootleg Series Vol. 13: Trouble No More 1979–1981
- 2018 : The Bootleg Series Vol. 14: More Blood, More Tracks
- 2019 : The Bootleg Series Vol. 15: Travelin’ Thru 1967-1969 (Bob Dylan Featuring Johnny Cash)
- 2021 : The Bootleg Series Vol. 16: Springtime in New York 1980-1985
- 2023 : The Bootleg Series Vol. 17: Fragments: Time Out of Mind Sessions (1996-1997)

### Apparitions
- 1971 : The Concert for Bangladesh (George Harrison) - 6 chansons
- 1972 : Rock of Ages (The Band) - 4 chansons
- 1976 : No Reason to Cry (Eric Clapton) - 1 chanson
- 1978 : The Last Waltz (The Band) - 5 chansons
- 1988 : Traveling Wilburys Vol. 1 (Traveling Wilburys)
- 1990 : Traveling Wilburys Vol. 3 (Traveling Wilburys)
- 2002 : Postcards of the Hanging (Grateful Dead) - 1 chanson
- 2005 : A Musical History (The Band) - 7 chansons

## Singles
| Année | Single                                                          | Positions    | Positions | Positions | Album                                      |
| Année | Single                                                          | US           | US Main   | UK        | Album                                      |
| ----- | --------------------------------------------------------------- | ------------ | --------- | --------- | ------------------------------------------ |
| 1962  | Mixed-Up Confusion / Corrina, Corrina                           | -            | -         | -         | (hors-album)                               |
| 1964  | Blowin' in the Wind                                             | -            | -         | -         | The Freewheelin' Bob Dylan                 |
| 1965  | The Times They Are a-Changin'                                   | -            | -         | 9         | The Times They Are a-Changin'              |
| 1965  | Maggie's Farm                                                   | -            | -         | 22        | Bringing It All Back Home                  |
| 1965  | Subterranean Homesick Blues                                     | 39           | -         | 9         | Bringing It All Back Home                  |
| 1965  | Like a Rolling Stone                                            | 2            | -         | 4         | Highway 61 Revisited                       |
| 1965  | Positively 4th Street                                           | 7            | -         | 8         | (hors-album)                               |
| 1965  | Can You Please Crawl Out Your Window?                           | 58           | -         | 17        | (hors-album)                               |
| 1966  | One of Us Must Know (Sooner or Later)                           | 119          | -         | 35        | Blonde on Blonde                           |
| 1966  | Rainy Day Women No. 12 & 35                                     | 2            | -         | 7         | Blonde on Blonde                           |
| 1966  | I Want You                                                      | 20           | -         | 16        | Blonde on Blonde                           |
| 1966  | Just Like a Woman                                               | 33           | -         | -         | Blonde on Blonde                           |
| 1967  | Leopard-Skin Pill-Box Hat                                       | 81           | -         | -         | Blonde on Blonde                           |
| 1969  | I Threw It All Away                                             | 85           | -         | 30        | Nashville Skyline                          |
| 1969  | Lay Lady Lay                                                    | 7            | -         | 5         | Nashville Skyline                          |
| 1969  | Tonight I'll Be Staying Here with You                           | 50           | -         | -         | Nashville Skyline                          |
| 1970  | Wigwam                                                          | 41           | -         | -         | Self Portrait                              |
| 1971  | Watching the River Flow                                         | 41           | -         | 24        | (hors-album)                               |
| 1971  | If Not for You                                                  | -            | -         | -         | New Morning                                |
| 1971  | George Jackson                                                  | 33           | -         | -         | (hors-album)                               |
| 1973  | Knockin' on Heaven's Door                                       | 12           | -         | 14        | Pat Garrett and Billy the Kid              |
| 1973  | A Fool Such as I                                                | 55           | -         | -         | Dylan                                      |
| 1974  | On a Night Like This                                            | 44           | -         | -         | Planet Waves                               |
| 1974  | Something There Is About You                                    | 107          | -         | -         | Planet Waves                               |
| 1974  | Most Likely You Go Your Way (And I'll Go Mine) (avec The Band)  | 66           | -         | -         | Before the Flood                           |
| 1974  | All Along the Watchtower                                        | -            | -         | -         | Before the Flood                           |
| 1975  | Tangled Up in Blue                                              | 31           | -         | -         | Blood on the Tracks                        |
| 1975  | Hurricane                                                       | 33           | -         | -         | Desire                                     |
| 1976  | Mozambique                                                      | 54           | -         | -         | Desire                                     |
| 1977  | Rita May                                                        | 110          | -         | -         | (hors-album)                               |
| 1978  | Is Your Love in Vain?                                           | -            | -         | -         | Street-Legal                               |
| 1978  | Baby Stop Crying                                                | -            | -         | 13        | Street-Legal                               |
| 1978  | Changing of the Guards                                          | -            | -         | -         | Street-Legal                               |
| 1979  | Gotta Serve Somebody                                            | 24           | -         | -         | Slow Train Coming                          |
| 1979  | Precious Angel / Trouble in Mind                                | -            | -         | -         | Slow Train Coming                          |
| 1980  | Man Gave Names to All the Animals                               | -            | -         | -         | Slow Train Coming                          |
| 1980  | Solid Rock                                                      | -            | -         | -         | Saved                                      |
| 1980  | Saved                                                           | -            | -         | -         | Saved                                      |
| 1981  | Shot of Love                                                    | -            | 38        | -         | Shot of Love                               |
| 1981  | Heart of Mine                                                   | -            | -         | -         | Shot of Love                               |
| 1983  | Union Sundown                                                   | -            | -         | -         | Infidels                                   |
| 1984  | Jokerman                                                        | -            | -         | -         | Infidels                                   |
| 1984  | Sweetheart Like You                                             | 55           | -         | -         | Infidels                                   |
| 1985  | Tight Connection to My Heart (Has Anybody Seen My Love?)        | 103          | 19        | -         | Empire Burlesque                           |
| 1985  | When the Night Comes Falling from the Sky                       | -            | -         | -         | Empire Burlesque                           |
| 1986  | Band of the Hand                                                | -            | 28        | -         | (hors-album)                               |
| 1986  | Got My Mind Made Up                                             | -            | 23        | -         | Knocked Out Loaded                         |
| 1988  | Silvio                                                          | -            | 5         | -         | Down in the Groove                         |
| 1989  | Everything Is Broken                                            | -            | 8         | -         | Oh Mercy                                   |
| 1989  | Slow Train (avec le Grateful Dead)                              | -            | 8         | -         | Dylan and the Dead                         |
| 1990  | Unbelievable                                                    | -            | 21        | -         | Under the Red Sky                          |
| 1993  | My Back Pages                                                   | -            | 26        | -         | The 30th Anniversary Concert Celebration   |
| 1995  | Dignity                                                         | -            | -         | 33        | MTV Unplugged                              |
| 1998  | Not Dark Yet                                                    | -            | -         | -         | Time Out of Mind                           |
| 1998  | Love Sick                                                       | -            | -         | -         | Time Out of Mind                           |
| 2000  | Things Have Changed                                             | -            | -         | -         | Wonder Boys                                |
| 2006  | Someday Baby                                                    | 98 (Pop 100) | -         | -         | Modern Times                               |
| 2007  | Most Likely You'll Go Your Way (And I'll Go Mine) (Mark Ronson) | -            | -         | -         | Dylan                                      |
| 2008  | Dreamin' of You                                                 | -            | -         | -         | The Bootleg Series Vol. 8: Tell Tale Signs |
| 2009  | Beyond Here Lies Nothin'                                        | -            | -         | -         | Together Through Life                      |
| 2009  | I Feel a Change Comin' On                                       | -            | -         | -         | Together Through Life                      |
| 2009  | Must Be Santa                                                   | -            | -         | 157       | Christmas in the Heart                     |
| 2012  | Duquesne Whistle                                                | -            | -         | -         | Tempest                                    |